# Nuuks Plads station
Nuuks Plads station är en tunnelbanestation i stadsdelen Nørrebro i Köpenhamn som ligger på Cityringen (M3), en av linjerna på Köpenhamns metro. Den invigdes 29 september 2019 i samband med öppningen av Cityringen.
Stationen ligger vid Nuuks Plads, som är uppkallad efter Grönlands huvudstad Nuuk, och dess väggar är täckta med mörkt tegel i svarta, gråa och bruna nyanser.